# Метаболіти
Метаболі́ти (від грец. μεταβολίτης, metabolítes) — речовини, що утворюються в клітинах, тканинах та органах живих організмів у процесі проміжного обміну. Вони беруть участь у подальших процесах асиміляції та дисиміляції. У фізіології та медицині метаболітами зазвичай називають продукти клітинного обміну, які підлягають розкладу та видаленню з організму. Потрапляючи у кров більшість метаболітів бере участь у гуморальній регуляції функцій, шляхом здійснення специфічного та неспецифічного впливу на біохімічні та фізіологічні функції.
У мікробіології розрізняють первинні та вторинні метаболіти. Первинні — низькомолекулярні речовини, що необхідні для росту мікроорганізмів як мономерів для макромолекул та коферментів (амінокислоти, вітаміни, органічні кислоти, цукри). Такі сполуки організм може синтезувати сам, а якщо це неможливо, він повинен отримувати їх у достатніх кількостях з зовнішнього середовища. Вторинні — це сполуки, які не потрібні для росту мікроорганізмів, але виділяються ними у зовнішнє середовище (антибіотики, токсини, алкалоїди, гормони). Здатність мікроорганізмів виділяти у великих кількостях вторинні метаболіти використовується у біотехнології для отримання цінних речовин (антибіотиків, ферментів, біогазу тощо).